# Gobio soldatovi
Gobio soldatovi es una especie de peces de la familia de los Cyprinidae en el orden de los Cypriniformes.

## Morfología
Los machos pueden llegar alcanzar los 12 cm de longitud total.

## Hábitat
Es un pez de agua dulce.

## Distribución geográfica
Se encuentra en Eurasia: río Amur (Rusia y China), la isla de Sajalín (Rusia) y en el lago Buir (China-Mongolia).